# (21460) Ryozo
(21460) Ryozo est un astéroïde de la ceinture principale.

## Description
(21460) Ryozo est un astéroïde de la ceinture principale. Il fut découvert le 30 avril 1998 à Nanyo par Tomimaru Okuni. Il présente une orbite caractérisée par un demi-grand axe de 2,28 UA, une excentricité de 0,20 et une inclinaison de 2,3° par rapport à l'écliptique.

## Compléments